# Enallagma praevarum
Enallagma praevarum är en trollsländeart som först beskrevs av Hagen 1861.  Enallagma praevarum ingår i släktet Enallagma och familjen dammflicksländor. Inga underarter finns listade i Catalogue of Life.

## Bildgalleri

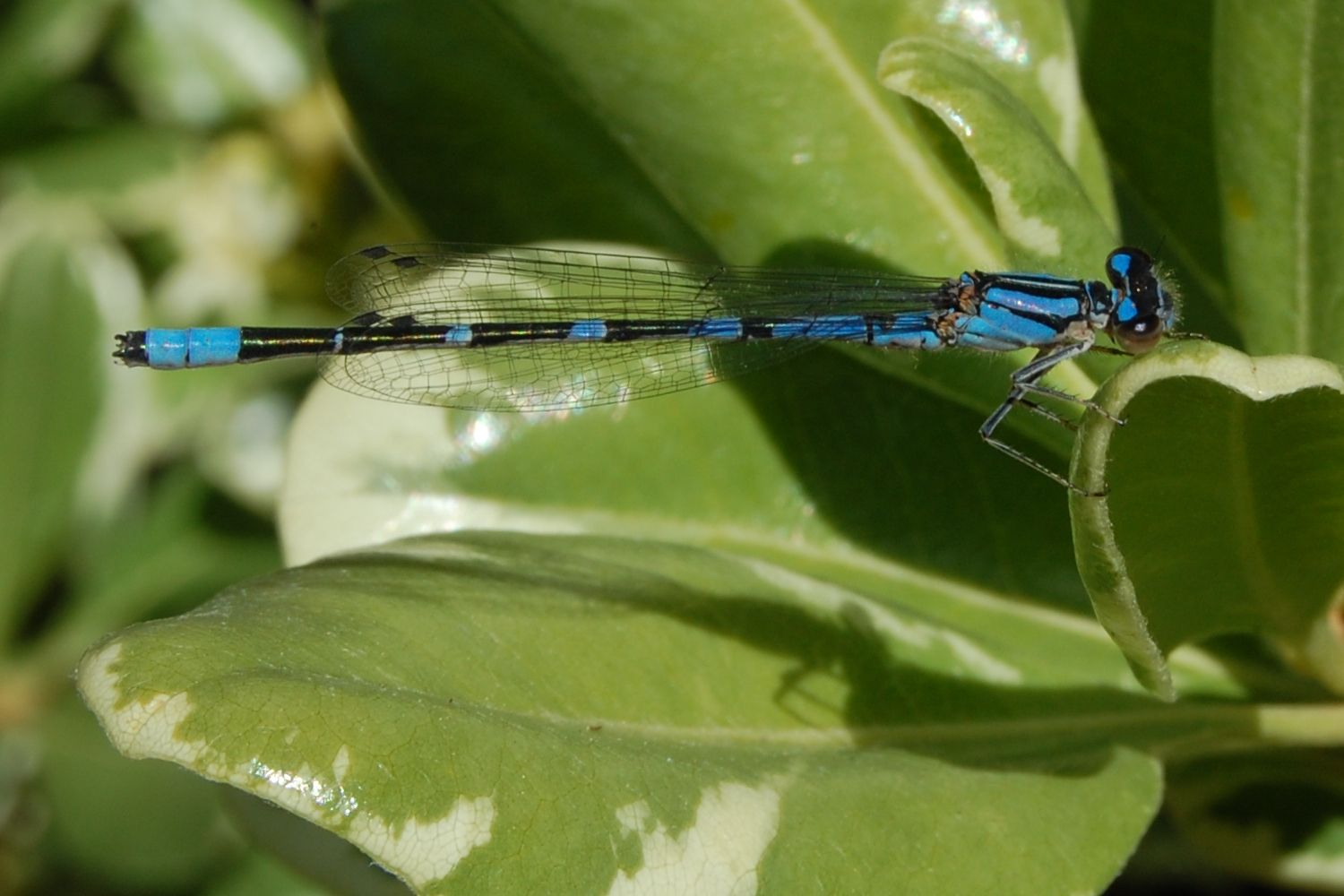